# وینرت
وینرت (به آلمانی: Winnert) یک شهر در آلمان است که در نوردفرایسلند واقع شده‌است. وینرت ۷۵۴ نفر جمعیت دارد.